# Arapoti
Arapoti is een gemeente in de Braziliaanse deelstaat Paraná. De gemeente telt 30.000 inwoners (schatting 2009).

## Aangrenzende gemeenten
De gemeente grenst aan Ibaiti, Jaguariaíva, Pinhalão, Piraí do Sul, São José da Boa Vista, Tomazina, Ventania en Wenceslau Braz.

## Galerij

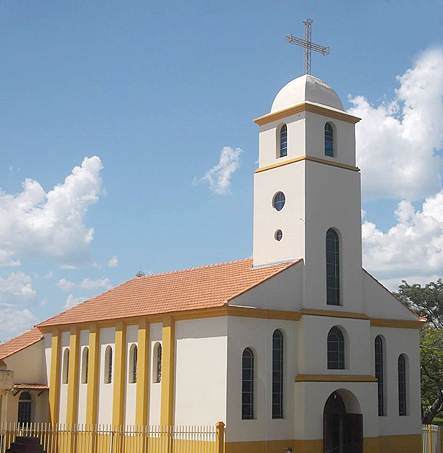
Katholieke kerk São João Batista in Arapoti.
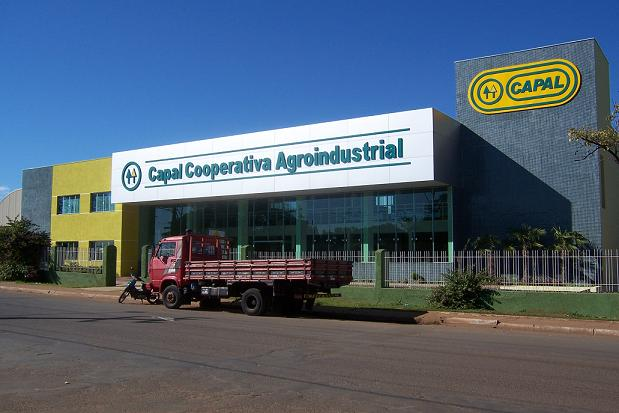
Coöperatief
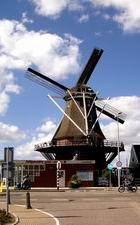
Arapoti-molen